# 千曲市立上山田小学校
千曲市立上山田小学校（ちくましりつ かみやまだしょうがっこう）は、長野県千曲市にある公立小学校。通称は「上小」（かみしょう）。

## 教育目標
- 気づき
- ねばり
- 思いやり

## 沿革
- 1873年（明治6年） - 開校
- 2003年（平成15年） - 合併に伴い上山田町立から千曲市立へ名称変更

## 学校行事
- 筆塚

上山田小学校では「筆塚の日」を毎年11月27日に設定し、短くなった鉛筆を筆塚の中に埋めて供養している。当日は、児童会主催で筆塚集会を開き、作文発表や代表による筆塚に関する発表などを行っている。その後全校児童と教職員が筆塚の場所に鉛筆を埋める。なお、この筆塚は当時（1982年（昭和57年）6月）の全校児童や教職員が千曲川で石を拾い、町当局や父母教師会（PTA）の協力を得ながら作ったものである。筆塚は学校正門を入ってすぐ目の前にある。
- ヘリコプター体験

上山田小学校の6年生は毎年、学校生活の思いで作りにヘリコプター体験をしてきた。しかし2003年9月の合併を機にヘリコプター体験は中止となった。ヘリコプターは千曲川河川敷から出発し、旧上山田町から旧更埴市方面までを飛行してくる。千曲川や森将軍塚館がよく見える。